# Христо Благоев (революционер)
Вижте пояснителната страница за други личности с името Христо Благоев.
Христо Благоев Николов е български революционер, член на Революционния комитет в град Пловдив. 

## Биография
Христо Благоев проижхожда от рода на Благой Николов, гайтанджия от Самоков. Баща му е учител в Русе, завършил духовна семинария в Киев. Автор е на исторически изследвания. Началното си образование Христо получава в родният си град, а около 1871 година учи в класно училище в Пловдив.
Революционната му наглса го прави участник в Старозагорското въстание от 1875 година. В Копривщица участва заедно с Георги Търнев, след като е освободен от ареста в аптеката на др. Спас Иванов от Орчо войвода, при освобождаването и затворените в храма „Св. Николай“, бунтовници. Стотник е в дружина от град Клисура, където работи като учител. Включва се и във Втора копривщенски чета, до залавянето му в село Български чардак, Пловдивско, след което е затворен в Пловдив 1876 – 1877 година. Укрива се в Самоков до декември 1877 година при племенница на Георги Икономов. Доброволец е към Владикавказкия конен полк в периода от 1 януари до 2 октомври 1878 година.
Полицейски пристав е в Самоков в периода 1878 – 1881 година и в пловдивското село Голямо Конаре в периода 1881 – 1884 година. Околийски управител е в Кюстендил около 1884 година. Сформира чета, с която свалят Гаврил Кръстевич. Заради дейността му по врема на Съединението.  От 1886 година е уволнен от тази длъжност. Командир на дружина е в Сръбско-българската война през 1886 година. Награден е с руски военен орден „За усърдна служба“ (1878) и българския  „За заслуги“ (1886).